# Gürbulak, Doğubayazıt
Gürbulak là một xã thuộc huyện Doğubayazıt, tỉnh Ağrı, Thổ Nhĩ Kỳ. Dân số thời điểm năm 2011 là 2.05 người.